# Gladys Turquet-Milnes
Gladys Turquet-Milnes (* 1889; † 1977) war eine britische Französistin.

## Leben und Werk
Gladys Rosaleen Milnes lehrte Französisch am Westfield College in London und war bis 1952 Professorin für Französisch am Bedford College (Nachfolger: John Stephenson Spink). Sie war verheiratet mit dem französischstämmigen Pädagogen und Schriftsteller André Turquet (1869–1940) und Mutter des Psychiaters und Fechters Pierre Maurice Turquet (1913–1975).

## Werke
- The influence of Baudelaire in France and England, London, Constable, 1913.
- Some modern Belgian writers. A critical study, London, Muirhead, 1916.
- Some modern French writers. A study in bergsonism, London, Muirhead, 1921.
- From Pascal to Proust. Studies in the genealogy of a philosophy, London, Cape, 1926.
- Poems, London, Cape, 1928.
- Paul Valéry, London, Cape, 1934.
- (Übersetzerin) Joachim du Bellay, The defence & illustration of the French language, London, Dent, 1939.